# Living in a Ghost Town
Living in a Ghost Town è un singolo del gruppo musicale britannico The Rolling Stones, pubblicato il 23 aprile 2020.

## Descrizione
Il singolo è il primo brano inedito del gruppo dal 2012. Esso era stato scritto e composto nell'anno precedente, ma hanno scelto di pubblicarlo a seguito del lockdown scattato a causa dell'emergenza per COVID-19 del 2019-2020.

## Video musicale
Il video musicale, girato durante il periodo del lockdown per COVID-19, mostra città vuote. Il titolo del brano si riferisce alle città mostrate, senza abitanti né persone in circolazione.

## Pubblicazione
Il brano fu inizialmente diffuso come singolo tramite download digitale e streaming il 23 aprile 2020. Una volta attenuatasi la pandemia, i Rolling Stones pianificarono di riprendere il  No Filter Tour e intesero la pubblicazione del singolo un mezzo per rendere felici i fan che non possono vederli dal vivo, oltre che per promuovere un prossimo album. Il singolo è stato messo in vendita anche in formato CD e in vinile colorato (viola o arancione), in esclusiva sul sito internet della band.
Il 3 luglio 2020 Living in a Ghost Town raggiunse la vetta della classifica dei singoli in Germania, rendendo di fatto i Rolling Stones gli artisti più anziani ad aver mai raggiunto la prima posizione in classifica in territorio tedesco, inoltre anche con l'intervallo di tempo più lungo, essendo stato il loro precedente numero 1 in Germania il singolo Jumpin' Jack Flash del 1968.

## Formazione
The Rolling Stones
- Mick Jagger – voce, chitarra, armonica a bocca, produzione
- Keith Richards – chitarra, cori, produzione
- Charlie Watts – batteria
- Ronnie Wood – chitarra solista, cori

Personale aggiuntivo
- Matt Clifford – tastiere, corno inglese, flicorno soprano, sax
- Darryl Jones – basso
- Krish Sharma – ingegnere del suono
- Cenzo Townshend – missaggio audio
- Don Was – produzione